# Hylocomium neckerella
Hylocomium neckerella là một loài Rêu trong họ Hylocomiaceae. Loài này được Müll. Hal. mô tả khoa học đầu tiên năm 1896.